# Leon Uris
Leon Marcus Uris (n. 3 august 1924, Baltimore, America Britanică⁠(d), Regatul Marii Britanii – d. 21 iunie 2003, Shelter Island⁠(d), New York, SUA) a fost un scriitor nord-american, evreu de origine.

## Biografie
Leon Uris s-a născut la Baltimore în anul 1924 într-o familie de imigranți evrei polonezi.
La 17 ani s-a înrolat în United States Marine Corps. În cursul celui de-al Doilea Război Mondial a participat la luptele din Pacificul de Sud. În acea perioadă și-a cunoscut prima soție, Betty, care servea și ea în Marine Corps.
Trăirile sale din război au servit drept inspirație primului său roman „Battle cry.”
În anul 1958 a dobândit faimă internațională datorită romanului de succes „Exodus” pe care l-a scris după ce a fost corespondent de presă în Israel. Deoarece în roman a fost menționat un medic polonez pe nume Władysław Alexander Dering (1903-1965), aflat în Anglia, care a fost implicat ca medic deținut în acte chirurgicale inumane în lagărul de concentrare nazist de la Auschwitz, Uris și editorul său, au fost dați de acesta în judecată pentru calomnie. În urma unui proces în care s-au depus mărturii împotriva și în favoarea sa, Dering, fost membru în rezistența poloneză, a câștigat formal cauza, obținând despăgubiri în valoare de jumătate de penny, în schimb a fost obligat la grele cheltuieli de judecată. Uris a scris mai târziu un roman, QB VII, despre această afacere.
Atât Exodus, cât și QB VII au fost prelucrate în filme artistice care s-au bucurat de succes.
În 1969 Alfred Hitchcock a regizat un film după romanul lui Uris, „Topaz”.
Leon Uris a fost căsătorit de trei ori. Între 1945-1965 cu Betty Katherine Beck, cu care a avut trei copii. Apoi s-a însurat cu Margery Edwards, care, însă a murit după câteva luni în anul 1969. Între 1970-1989 a fost căsătorit cu Jill Peabody, cu care a avut încă doi copii.
Uris a murit în anul 2003.

## Scrieri
- 1953 Battle cry
- 1955: The Angry Hills, roman despre ocuparea în 1941-1944 a Greciei de către armata germană și rezistența antinazistă a ELAS
- 1958: Exodus, roman, inspirat de istoria evreilor în secolul al XX-lea și cazul vaporului Exodus, și epopeea sionistă care a dus la întemeierea Statului Israel în 1948
- 1960: Exodus Revisited
- 1961: Mila 18, roman, închinat Răscoalei din Ghetoul Varșoviei in 1943, tradus in românește
- 1963: Armageddon), roman despe Germania postbelică, viața în cele patru zone de ocupație și blocada Berlinului de către sovietici
- 1967: Topaz, roman a cărui acțiune se petrece pe fondul Crizei Cubane
- 1967: The Third Temple
- 1970: QB VII - o dramă judiciară pe fondul Holocaustului
- 1975: Ireland A Terrible Beauty un comix în colaborare cu Jill Uris
- 1976: Trinity, roman, inspirat de conflictul între catolici și protestanți în Irlanda
- 1981: Jerusalem Song Of Songs banda desenată în colaborare cu Jill Uris
- 1984: The Haj, roman, despre viața în Palestina în prima jumatate a secolului al XX-lea
- 1988: Mitla Pass, roman despre Criza Suezului din 1956
- 1995: Redemption, continuare a romanului Trinity, conținând o descriere a Bătăliei de la Gallipoli din Primul Război Mondial, din perspectiva unui soldat neozeelandez cu rădăcini irlandeze
- 1999:  A God In Ruins
- 2003: O'Hara's Choice, roman